# Arcidiecéze Melbourne
Arcidiecéze melbournská (latinsky Archidioecesis Melburnensis) je římskokatolická arcidiecéze na území australského města Melbourne a katedrálou sv. Patrika. Jejím současným arcibiskupem je Peter Andrew Comensoli. Jde o metropolitní arcidiecézi, jíž jsou podřízeny tyto sufragánní diecéze na území australského státu Victoria:
- Diecéze Ballarat
- Diecéze Sale
- Diecéze Sandhurst

Z administrativních důvodů jsou k provincii připojeny následující:
- Eparchie sv. Petra a Pavla v Melbourne (ukrajinská řeckokatolická)
- Arcidiecéze Hobart

## Stručná historie
Roku 1848 bylo z území Arcidiecéze Sydney vyčleněna část území jako melbournská diecéze. 31. července 1874 byla povýšena an metropolitní arcidiecézi.